# Joan Antoni Soler i Morell
Joan Antoni Soler i Morell (Vilanova i la Geltrú, Garraf, 5 de juliol de 1824 — l'Havana, Cuba, 1908) fou un terratinent i militar indià.
Fill de Pau Soler i Ballester i de Gertrudis Morell i Ballester, i germà de l'empresari Pau Soler i Morell. Emigrà a Cuba, on fou hisendat i propietari de l'ingeni sucrer La Diana. Entre altres càrrecs, fou coronel de milícies de l'Havana i tinent coronel cap de les milícies de Matanzas. Més tard, fou nomenat conseller i alcalde de Matanzas i també senador. Obtingué diverses condecoracions, com la de comanador de l'orde d'Isabel la Catòlica a Amèrica, la gran creu de l'Orde del Mèrit Militar i la de comanador de l'orde de Carles III. Es casà amb Cristina Baró i Ximénez, filla de l'indià Josep Baró i Blanxart, primer marquès de Santa Rita i vescomte de Canet de Mar. Posteriorment, el 1881, rebé el títol de comte de La Diana, que passà al seu fill Juli Soler i Baró (Matanzas, Cuba, 1866 - Marianao, Cuba, 1950).